# Hermann Hesse

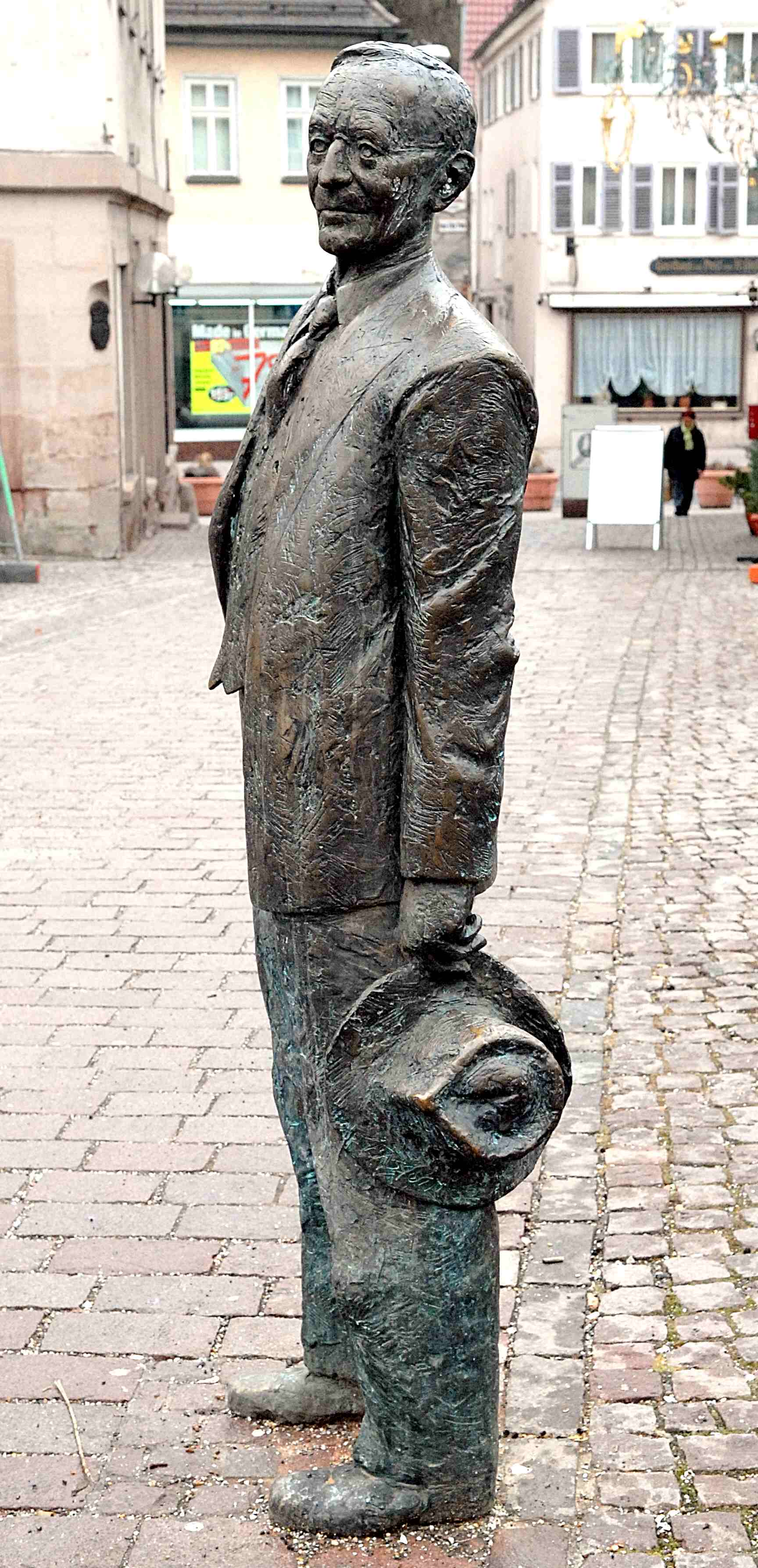
Standbeeld Hermann Hesse op de Nikolausbrücke in Calw van de beeldhouwer Kurt Tassotti

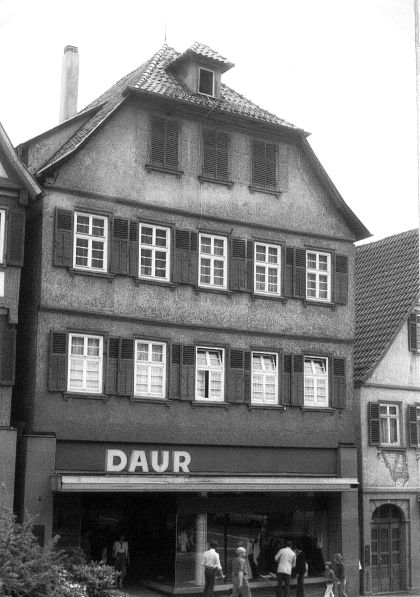
Het geboortehuis van Hesse in Calw

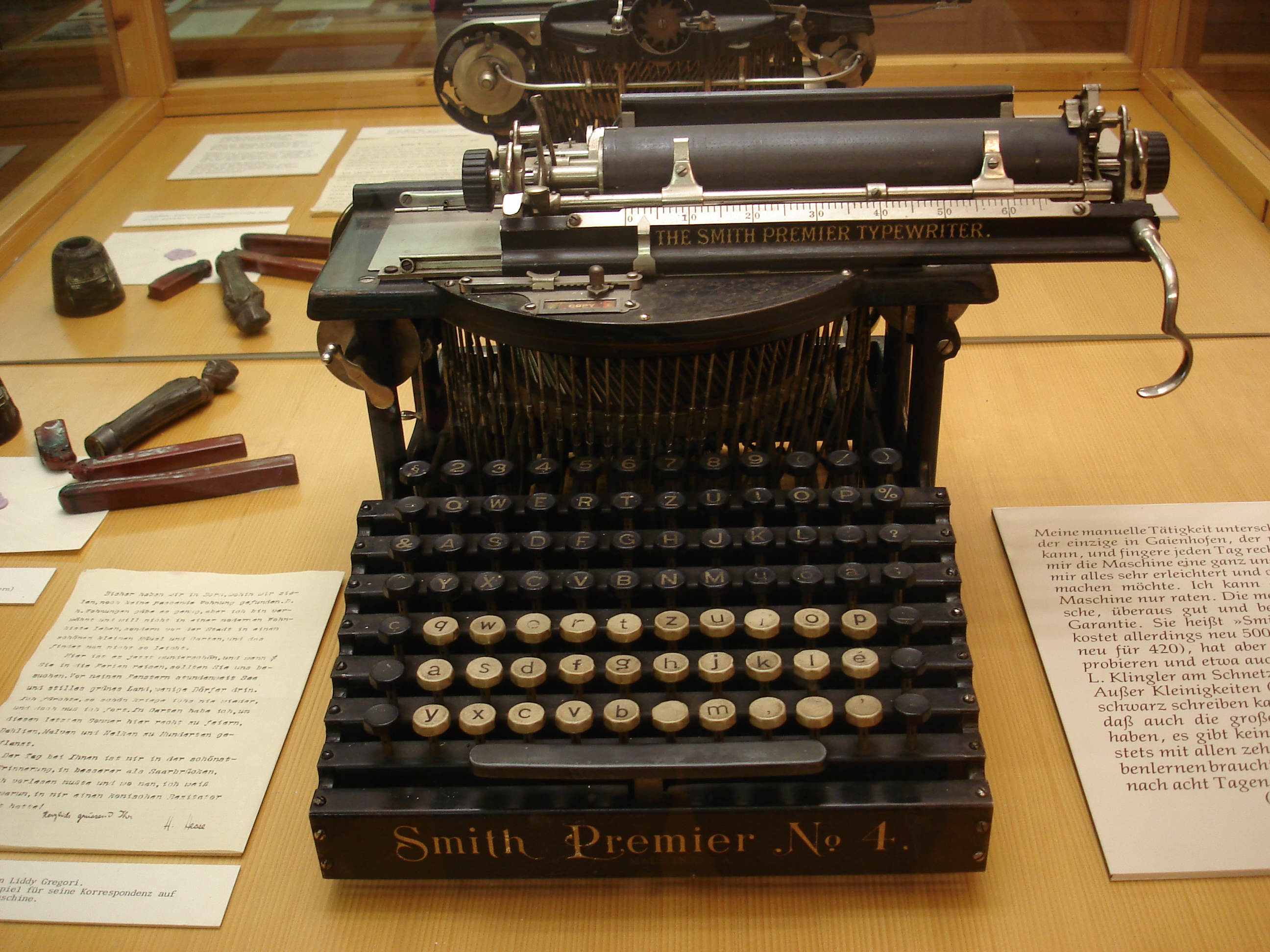
Schrijfmachine van Hermann Hesse

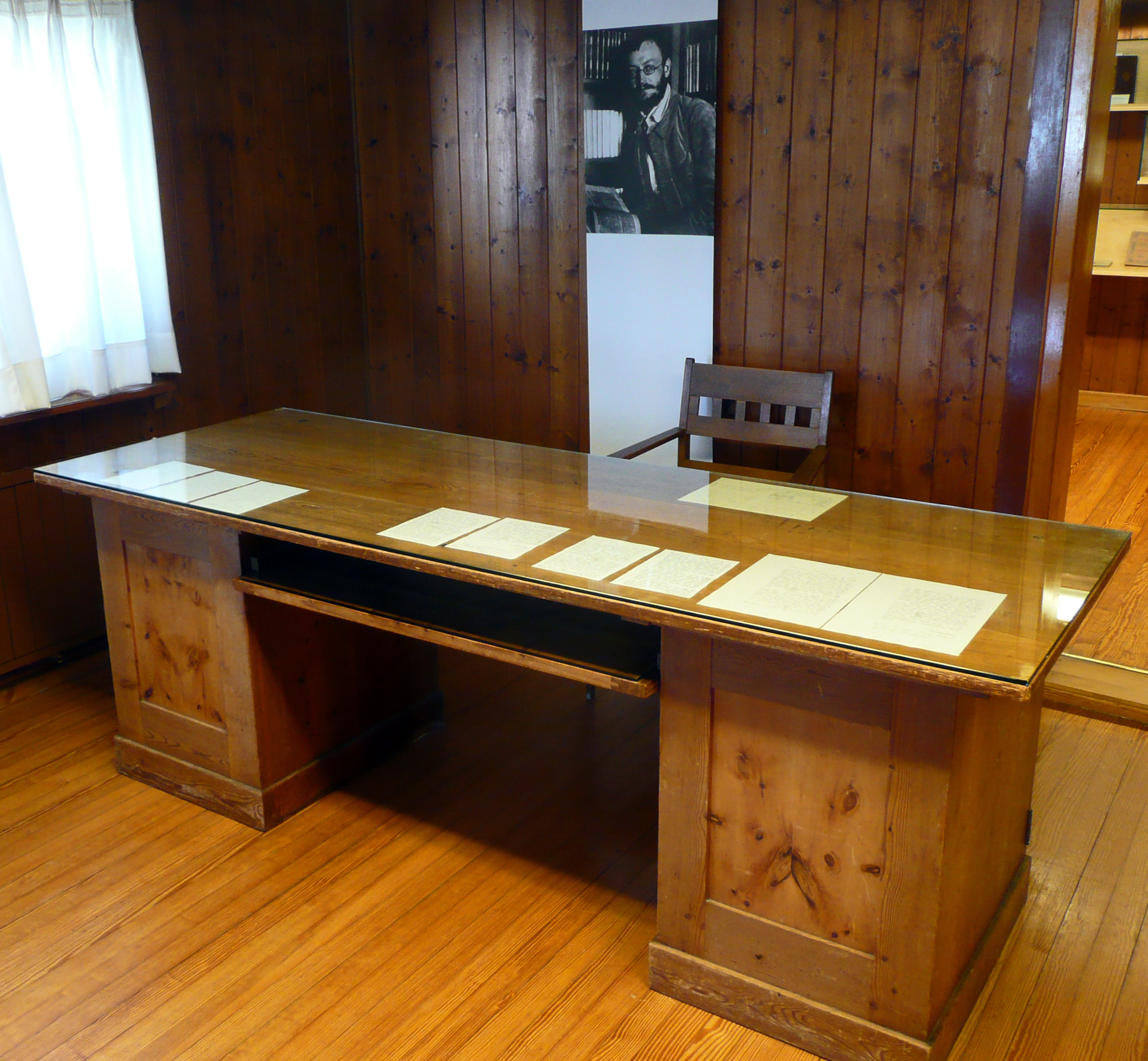
Schrijftafel van Hesse, nu in Gaienhofen

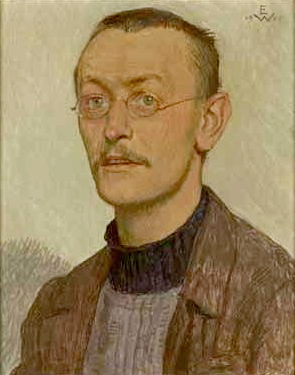
Ernst Würtenberger: Hermann Hesse, 1905

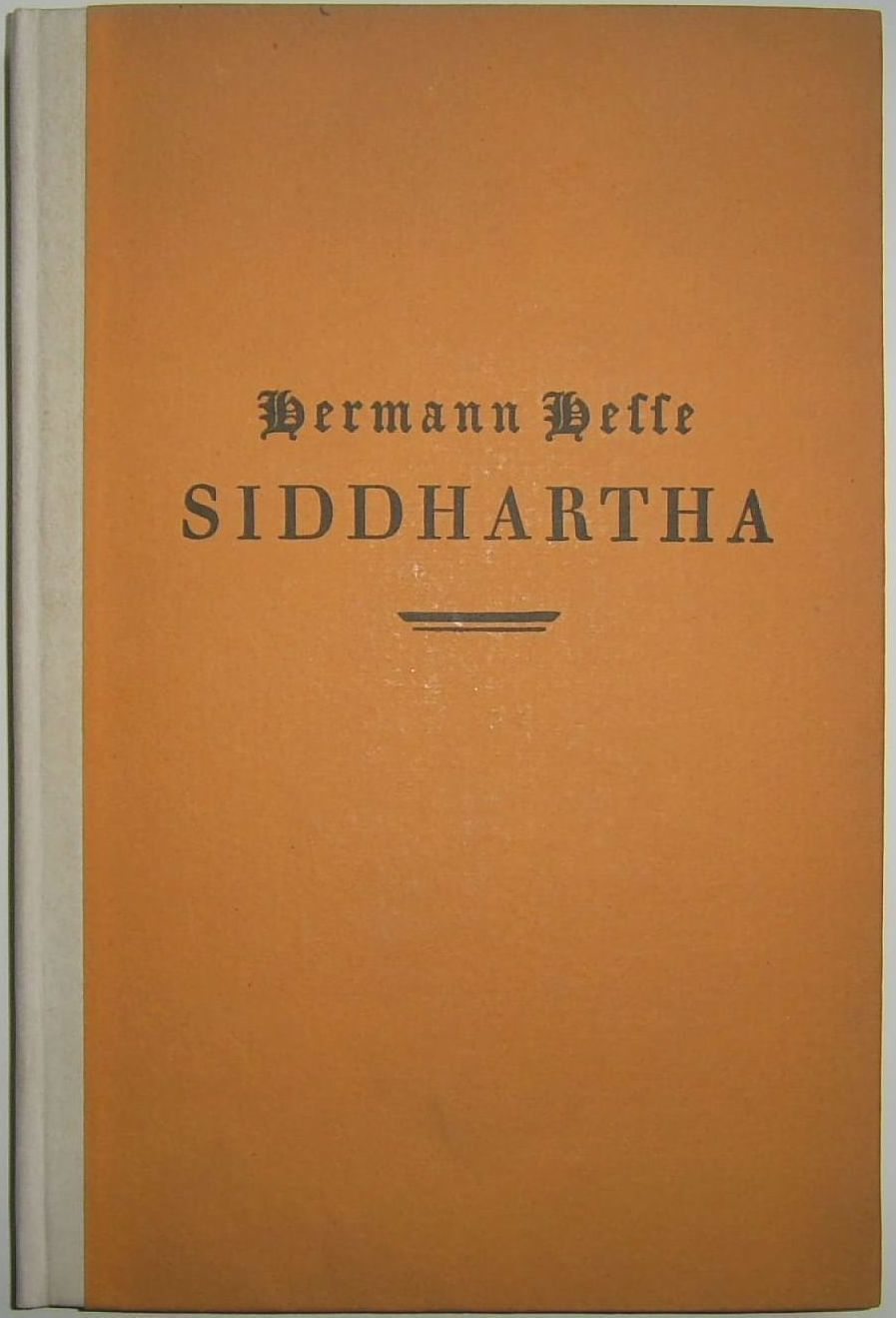
Eerste druk, Siddhartha, 1922

Hermann Karl Hesse (Calw (Duitsland), 2 juli 1877 – Montagnola (Zwitserland), 9 augustus 1962) was een Duitstalige Zwitserse schrijver, dichter en schilder. Hij ontving in 1946 de Nobelprijs voor Literatuur.
Als zoon van Baltische Rusland-Duitsers werd Hesse als staatsburger van het keizerrijk Rusland geboren. Vanaf 1883 had hij de Zwitserse nationaliteit en vanaf 1890 die van het koninkrijk Württemberg. Vanaf 1924 was hij weer Zwitser.

## Biografie
Geboren in Calw, in het noorden van het Zwarte Woud, als kind van piëtistische ouders die onder meer missionarissen in India waren geweest, groeide Hesse op in een beschermde en intellectuele sfeer. In het ouderlijk huis werd hij al vroeg met de wereldliteratuur bekend, dankzij de uitgebreide bibliotheek van zijn erudiete grootvader, de beroemde missionaris en taalkundige Hermann Gundert. Hier verrichtte Hesse zijn eerste studies naar onder andere het boeddhisme. Dit uitte zich later in het boek Siddhartha.
Hesse was in zijn jeugd een moeilijk kind en bracht daardoor vele jaren op verschillende instituten door. Ook was hij korte tijd seminarist in het klooster Maulbronn. Hieruit vluchtte hij, omdat hij "entweder Dichter oder gar nichts werden" wilde. Na enige moeizame puberteitsjaren werd hij leerling in enige antiquariaten/boekhandels. Het succes van zijn in 1904 verschenen boek Peter Camenzind stelde hem in staat zich volledig aan het schrijven te wijden. Daarvoor verhuisde hij naar het aan de Untersee (Bodenmeer) gelegen Gaienhofen. Hij huwde in 1904 met Marie Bernoulli en kreeg drie zonen, Bruno (1905), Heiner (1909) en Martin (1911). Het huwelijk werd in juni 1923 ontbonden. In januari 1924 trad Hesse na sterk aandringen van haar vader in het huwelijk met Ruth Wenger, een Zwitserse. Dit huwelijk werd op verzoek van Ruth in 1927 ontbonden. In 1926 leerde Hesse Ninon Dolbin (geb. Ausländer) kennen, een kunsthistorica uit Czernowitz. Reeds in 1910 had zij als studente gereageerd op Hesse's boek Peter Camenzind. Zij huwden op 14 november 1931.
Hesse keerde zich in het geschrift "O Freunde, nicht diese Töne" (1914) tegen het uitbreken van de Eerste Wereldoorlog, maar meldde zich wel als vrijwilliger. In verband met zijn slechte ogen werd hij voor de krijgsdienst afgekeurd en te Bazel aangesteld op het bureau voor de Kriegsgefangenenfürsorge. Tot het einde van WO I stelde hij duizenden pakketten met boeken samen en verzond die naar Duitse krijgsgevangenen.
In 1924 werd hij opnieuw Zwitsers staatsburger en vestigde zich in Montagnola, Ticino, aan het Meer van Lugano. Al vanaf 1923 waarschuwde hij in geschriften voor het gevaar van het opkomende nazisme en fascisme. Vanaf 1932 was zijn huis een rustplek en doorgangshuis voor talloze, door het naziregime vervolgde schrijvers. Thomas Mann en Bertolt Brecht waren de eersten in een lange rij die in zijn huis opvang vonden en verder werden geholpen.

## Literair werk
In het werk van Hermann Hesse, dat veelal autobiografisch is, komt steeds weer de confrontatie van de mens met zichzelf aan de orde. Deze dualiteit moet de mens in staat stellen "zichzelf te zijn". Veel van de boeken van Hesse gaan over persoonlijke ontwikkeling en groei.
Gedurende zijn leven heeft hij verschillende golven van populariteit meegemaakt. Ook na zijn overlijden was er een golf in de jaren 1970-1980. Het werk van Hesse is in meer dan 60 talen vertaald en in 2005 heeft de oplage van al zijn boeken de 100 miljoen exemplaren overstegen. Nog steeds bestaat er grote belangstelling voor Hesse's werk en maandelijks rollen er 30.000 Hesseboeken van de persen van uitgeverij Suhrkamp.
Ook zijn er vele biografieën en studies over Hesse verschenen. Vrijwel al het werk van Hesse is in het Nederlands vertaald.
Hesse heeft in zijn leven ruim 45.000 brieven geschreven, waaronder vele aan zijn lezers. Veel van deze brieven zijn in de banden Gesammelte Briefe opgenomen en getuigen van zijn verantwoordelijkheid voor hetgeen hij met zijn boeken bij de lezers losmaakte.
In 1972 verfilmde Conrad Rooks Hesses boek Siddhartha. Het boek De Steppewolf werd in 1974 door de Amerikaanse regisseur Fred Haines verfilmd. In 2020 kwam de vrije verfilming van Narziss und Goldmund uit, gemaakt door Stefan Ruzowitzky. Om de twee jaar wordt er in zijn geboorteplaats Calw een meerdaags Hermann Hesse-Kolloquium gehouden, met steeds een ander thema. Zowel in Calw, als in Gaienhofen aan het Bodenmeer (1904-1912) en in zijn laatste woonplaats Montagnola (1919-1962) zijn Hermann Hessemusea ingericht.
Het Stadsarchief en Athenaeumbibliotheek te Deventer beschikt sinds medio 2000 dankzij een schenking over vrijwel de volledige collectie literatuur van en over Hermann Hesse. Deze collectie is beschikbaar voor onderzoek en studie.

## Schilderkunst
Lange tijd leek de schilderkunst geen rol te spelen in het leven van Hesse. Daarin kwam verandering tijdens zijn psychoanalytische behandeling in 1916. Zijn therapeut adviseert hem zijn dromen uit te beelden. Hesse neemt het advies over en begint te tekenen. Het schilderen blijkt van nut om zijn bewustzijn te organiseren. Na een periode van zelfportretten richt hij zich op landschappen en ook boekillustraties. Zijn poëziecycli zijn de eerste teksten die hij zelf illustreert. In 1920 volgt een eerste tentoonstelling te Basel.
De jaren twintig van de 20e eeuw werden de meest intense creatieve periode in zijn schildersloopbaan. Na de scheiding van zijn eerste vrouw vestigde hij zich in Montagnola, Ticino, waar hij zijn productiviteit enorm verhoogde. Het schilderen heeft een heilzame uitwerking op zijn geest. Voor Hesse is schilderen, naast het schrijven, een tweede en veel directere wijze om zijn innerlijke leven artistiek te kanaliseren. 
Het aquarel wordt uiteindelijk de overheersende picturale uiting van Hesse. Tot zijn dood in 1962 maakt hij meer dan 3000 afbeeldingen en na zijn dood zijn er wereldwijd tentoonstellingen met Hesseaquarellen, onder meer in Tokio, Parijs, New York, Madrid en Hamburg.

## Prijzen
- 1905 – Wiener-Bauernfeld-Preis; (literatuurprijs van de Stadt Wien, voor: Peter Camenzind)
- 1928 – Mejstrik-Preis (Wiener Schiller-Stiftung)
- 1936 – Gottfried-Keller-Preis
- 1946 – Nobelprijs voor Literatuur
- 1946 – Goethepreis der Stadt Frankfurt
- 1947 – Eredoctoraat van de Universiteit van Bern
- 1950 – Wilhelm-Raabe-Preis
- 1954 – Orden pour le mérite; (opgenomen in de in 1842 door Koning Frederik Willem IV van Pruisen opgerichte 'Orde' voor wetenschappen en kunsten)
- 1955 – Friedenspreis des Deutschen Buchhandels

## Vernoeming
In de Rotterdamse wijk Ommoord zijn een plein en de sneltramhalte Hesseplaats naar Hermann Hesse vernoemd. Rond de Hesseplaats is een groot aantal straten vernoemd naar winnaars van de Nobelprijs voor Literatuur.
- Bibsys: 90063259
- Biblioteca Nacional de Chile: 000038006
- Biblioteca Nacional de España: XX842786
- Bibliothèque nationale de France: cb119074490 (data)
- Catàleg d'autoritats de noms i títols de Catalunya: 981058521639906706
- CiNii: DA00114906
- Digitale Bibliotheek voor de Nederlandse Letteren: hess001
- Gemeinsame Normdatei: 11855042X
- Historisch woordenboek van Zwitserland: 011946
- International Standard Name Identifier: 0000 0001 2129 6240
- Library of Congress Control Number: n79006698
- Nationale Bibliotheek van Letland: 000021928
- MusicBrainz: 86fb8e43-641f-410a-83cf-626945ffc80e
- Bibliotheek van het Japanse parlement: 00443210
- Nationale Bibliotheek van Tsjechië: jn19990003467
- Nationale bibliotheek van Australië: 35191411
- Nationale Bibliotheek van Israël: 987007262775905171
- Nationale Bibliotheek van Polen: a0000001179286
- Nationale en Universitaire bibliotheek Zagreb: 000009152
- Nederlandse Thesaurus van Auteursnamen: 068404956
- RKD-Nederlands Instituut voor Kunstgeschiedenis: 218786
- Russische Staatsbibliotheek: 000085072
- Istituto Centrale per il Catalogo Unico: CFIV001444
- LIBRIS: 206583
- SIKART: 4025371
- SNAC: w6wd4173
- Système universitaire de documentation: 028345614
- Museum of New Zealand Te Papa Tongarewa: 43184
- Trove: 858676
- Union List of Artist Names: 500018217
- Virtual International Authority File: 41841418
- WorldCat: E39PBJgmQKYq8kBH7jDMWKYgKd

1901: Prudhomme ·
1902: Mommsen ·
1903: Bjørnson ·
1904: Mistral, Echegaray ·
1905: Sienkiewicz ·
1906: Carducci ·
1907: Kipling ·
1908: Eucken ·
1909: Lagerlöf ·
1910: Heyse ·
1911: Maeterlinck ·
1912: Hauptmann ·
1913: Tagore ·
1915: Rolland ·
1916: Heidenstam ·
1917: Gjellerup, Pontoppidan ·
1919: Spitteler ·
1920: Hamsun ·
1921: France ·
1922: Benavente ·
1923: Yeats ·
1924: Reymont ·
1925: Shaw ·
1926: Deledda ·
1927: Bergson ·
1928: Undset ·
1929: Mann ·
1930: Lewis ·
1931: Karlfeldt ·
1932: Galsworthy ·
1933: Boenin ·
1934: Pirandello ·
1936: O'Neill ·
1937: Gard ·
1938: Buck ·
1939: Sillanpää ·
1944: Jensen ·
1945: Mistral ·
1946: Hesse ·
1947: Gide ·
1948: Eliot ·
1949: Faulkner ·
1950: Russell ·
1951: Lagerkvist ·
1952: Mauriac ·
1953: Churchill ·
1954: Hemingway ·
1955: Laxness ·
1956: Jiménez ·
1957: Camus ·
1958: Pasternak ·
1959: Quasimodo ·
1960: Perse ·
1961: Andrić ·
1962: Steinbeck ·
1963: Seferis ·
1964: Sartre (geweigerd) ·
1965: Sjolochov ·
1966: Agnon, Sachs ·
1967: Asturias ·
1968: Kawabata ·
1969: Beckett ·
1970: Solzjenitsyn ·
1971: Neruda ·
1972: Böll ·
1973: White ·
1974: Johnson, Martinson ·
1975: Montale ·
1976: Bellow ·
1977: Aleixandre ·
1978: Singer ·
1979: Elýtis ·
1980: Miłosz ·
1981: Canetti ·
1982: García Márquez ·
1983: Golding ·
1984: Seifert ·
1985: Simon ·
1986: Soyinka ·
1987: Brodsky ·
1988: Mahfoez ·
1989: Cela ·
1990: Paz ·
1991: Gordimer ·
1992: Walcott ·
1993: Morrison ·
1994: Oë ·
1995: Heaney ·
1996: Szymborska ·
1997: Fo ·
1998: Saramago ·
1999: Grass ·
2000: Gao ·
2001: Naipaul ·
2002: Kertész ·
2003: Coetzee ·
2004: Jelinek ·
2005: Pinter ·
2006: Pamuk ·
2007: Lessing ·
2008: Le Clézio ·
2009: Müller ·
2010: Vargas Llosa ·
2011: Tranströmer ·
2012: Mo ·
2013: Munro ·
2014: Modiano ·
2015: Aleksijevitsj ·
2016: Dylan ·
2017: Ishiguro ·
2018: Tokarczuk ·
2019: Handke ·
2020: Glück ·
2021: Gurnah ·
2022: Ernaux ·
2023: Fosse ·
2024: Kang ·